# My Life in the Bush of Ghosts
My Life in The Bush of Ghosts — перший спільний студійний альбом Брайана Іно та Девіда Бірна, випущений у лютому 1981 року. Це був перший альбом Бірна без його гурту Talking Heads. Альбом поєднує в собі семплований вокал і знайдені звуки, африканські та близькосхідні ритми, а також техніки електронної музики. Він був записаний до роботи Іно і Бірна над альбомом Talking Heads 1980 року Remain in Light, але проблеми з очищенням семплів затримали його вихід на кілька місяців.
Назва альбому походить від роману Амоса Тутуволи 1954 року My Life in the Bush of Ghosts. Згідно з нотатками Бірна 2006 року, ні він, ні Іно не читали роман, але вони відчували, що назва «ніби інкапсулює те, про що цей альбом».
Широке використання семплів на альбомі вважається новаторським, хоча його вплив на пізніші музичні жанри, засновані на семплах, обговорюється. Pitchfork назвав його 21-м найкращим альбомом 1980-х, а журнал Slant Magazine — 83-м.

## Запис

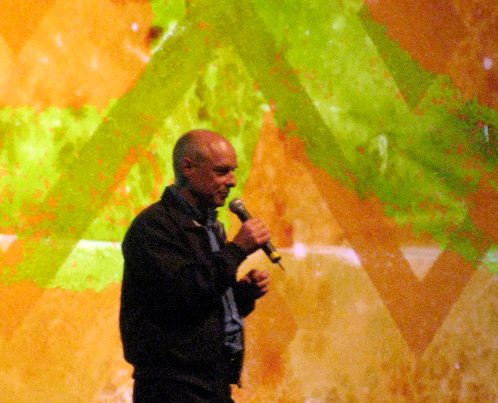
Браян Іно (на фото 2007 року) розробив підхід до альбому, орієнтований на семпли.

Іно та Бірн вперше працювали разом над альбомом More Songs About Buildings and Food 1978 року гурту Бірна Talking Heads. My Life in the Bush of Ghosts був записаний в основному під час перерви між альбомами Talking Heads Fear of Music (1979) та Remain in Light (1980), продюсером яких був Іно. Перед цим Іно також записав Fourth World, Vol. 1: Possible Musics з Джоном Джон Гасселем, який мав намір співпрацювати з Іно та Бірном над альбомом, але не зміг дозволити собі полетіти до Каліфорнії на сесії запису. Почувши записи, Гассел був «обурений» тим, що, на його думку, було привласненням його музики.
Іно описав My Life як «бачення психоделічної Африки». Замість звичайного поп- чи рок-вокалу, більшість вокальних партій семпловані з інших джерел, таких як комерційні записи арабських співаків, диск-жокеїв на радіо та екзорцистів. Музиканти і раніше використовували подібні техніки семплування, але, за словами дописувача Guardian Дейва Сімпсона, ніколи раніше семплування не застосовувалося «з таким катастрофічним ефектом». 2001 року Іно наводив експерименти Хольгера Чукая з диктофонами і короткохвильовими радіоприймачами як більш ранні приклади семплування. Він вважав, що «різниця полягала в тому, що я вирішив зробити [семплінг] вокалу». Реліз затримувався, поки тривав пошук юридичних прав на велику кількість семплів, використаних в альбомі. Семпл євангелістки Кетрін Кульман, яка виконує обряд екзорцизму, призначений для «The Jezebel Spirit», був відхилений її спадкоємцями, оскільки вони заперечували проти контексту, в якому він повинен був використовуватися.
Невдовзі після виходу альбому Ісламська рада Великої Британії виступила проти використання зразків читання Корану в треку «Qu'ran», вважаючи це богохульством. Бірн та Іно вилучили трек з наступних видань. 2006 року Бірн заявив, що це не так:
|  | Ми подумали: «Гаразд, на знак поваги до чиєїсь релігії, ми це знімемо». Ви, напевно, можете сперечатися за і проти мавпування чогось подібного. Але я думаю, що ми, безумовно, дуже обережно ставилися до всього цього. Ми доклали чимало зусиль, щоб спробувати вислухати всі голоси і переконатися, що всіх все влаштовує ... Тому я думаю, що в цьому сенсі ми відреагували, можливо, з більшою обережністю, ніж потрібно було». |

У двох треках альбому, «Regiment» і «The Carrier», використано семпли голосу ліванської співачки Дуні Юнес (в анотації до альбому вона зазначена як Дуня Юніс). Хоча Бірн і Іно подбали про те, щоб узгодити семпли з лейблом, який випустив альбом, з якого був використаний її вокал, а також відповідно заплатили за семплінг, Юніс не знала про використання її голосу в альбомі до 2017 року. Обидві пісні були видалені зі стрімінгових сервісів після того, як представник сім'ї зв'язався з дуетом через рік, і пізніше треки були відновлені, коли питання було вирішено полюбовно в позасудовому порядку.

## Продакшн

### Упаковка
Оригінальний дизайн упаковки створив Пітер Савіль. Зображення обкладинки було створено шляхом наклеювання на монітор маленьких вирізаних фігурок людиноподібних істот і наведення на них камери для створення зворотного зв'язку, нескінченно множачи фігурки. Бірн сказав про цей процес: «Якимось чином, незважаючи на те, що це було дуже технологічно, ці методи також здавалися аналогічними тому, що ми робили на записі. Це було фанково і водночас технічно. Надзвичайно лоу-тек, насправді, і не те, що ви мали б робити з телевізором».

### Музичні відео
Офіційні короткометражні фільми, що супроводжують два треки, «America Is Waiting» та «Mea Culpa», були зняті режисером-колажником Брюсом Коннером.

## Відгуки критиків та вплив
За словами музичного журналіста Саймона Рейнольдса, багато перших рецензій на My Life in the Bush of Ghosts відкидали альбом як «експериментальну вправу яйцеголових у звукозаписній лабораторії». У Rolling Stone Джон Парелес оцінив альбом на чотири з п'яти зірок і аплодував йому як «безперечно приголомшливому подвигу магнітофонного монтажу та ритмічної винахідливості», який, як правило, уникає «екзотики або миловидності», «доповнюючи джерела [мови], не поглинаючи їх». Критик The Village Voice Роберт Крістгау був менш вражений, поставивши «C+» і визнавши записи «такими ж безладними і невиразними, як комерційний ф'южн і прог-рок, які вони доносять до вуха», при цьому їм бракує «пісенного розмаху Remain in Light або суворої дивакуватості Джона Гасселла».
У наступні роки My Life став вважатися дуже впливовим альбомом, особливо у використанні та обробці семплів. Критик AllMusic Джон Буш описує його як «новаторську роботу для незліченних стилів, пов'язаних з електронікою, ембієнтом та музикою країн третього світу» Енді Гілл з The Independent визнав альбом новаторським у його реконтекстуалізації семплів у менш відверто авангардному контексті, де семпли «об'єднані фанковими ритмами у повторювані гуки». Пишучи в The Observer, Джейсон Коулі сказав, що його безпосередній вплив відчувався «у творчості молодих амбітних артистів, від Девіда Сильвіана до Кейт Буш», а згодом і на більш пізніх виконавців, серед яких такі електронні артисти, як Massive Attack, Moby та Thievery Corporation. Кріс Дален з Pitchfork вважав, що хоча семплований вокал альбому втратив частину свого революційного впливу, альбом в основному відповідає своїй критичній репутації «майже шедевра, віхи семплованої музики і мирного саміту в безперервній боротьбі між Заходом і рештою світу».
В інтерв'ю 1985 року Кейт Буш сказала, що My Life «залишив дуже великий слід у популярній музиці». Клавішник Pink Floyd Річард Райт сказав, що альбом «збив мене з ніг, коли я вперше почув його — повний барабанних петель, семплів і звукових пейзажів. Речі, які ми зараз сприймаємо як належне, але які були нечуваними у всіх, окрім найпрогресивніших музичних кіл того часу… Те, як звуки були змішані, було настільки свіжим, що це було дивовижно». Хенк Шоклі з продюсерського хіп-хоп колективу The Bomb Squad згадував про вплив альбому на продюсерську роботу Bomb Squad для гурту Public Enemy, засновану на семплах.

## Перевидання
My Life in the Bush of Ghosts було перевидано 27 березня 2006 року у Великій Британії та 11 квітня 2006 року у Сполучених Штатах, з ремастерингом та сімома додатковими треками. З нагоди перевидання для скачування були викладені повні мультитреки двох пісень — «Help Me Somebody» та «A Secret Life». Згідно з ліцензією Creative Commons, представники громадськості можуть завантажити мультитреки і використовувати їх для власних реміксів.

## Трек-лист
Вся музика написана Браяном Іно та Девідом Бірном, окрім пісні «Regiment», написаної Іно, Бірном та Майклом «Busta Cherry» Джонсом.
| Сторона А | Сторона А            | Сторона А  |
| #         | Назва                | Тривалість |
| --------- | -------------------- | ---------- |
| 1.        | «America Is Waiting» | 3:36       |
| 2.        | «Mea Culpa»          | 3:35       |
| 3.        | «Regiment»           | 3:56       |
| 4.        | «Help Me Somebody»   | 4:18       |
| 5.        | «The Jezebel Spirit» | 4:55       |

| Сторона Б | Сторона Б             | Сторона Б  |
| #         | Назва                 | Тривалість |
| --------- | --------------------- | ---------- |
| 1.        | «Qu'ran»              | 3:46       |
| 2.        | «Moonlight in Glory»  | 4:19       |
| 3.        | «The Carrier»         | 3:30       |
| 4.        | «A Secret Life»       | 2:20       |
| 5.        | «Come with Us»        | 2:38       |
| 6.        | «Mountain of Needles» | 2:35       |

Для другого видання 1981 року трек «Qu'ran» було вилучено на вимогу Ісламської ради Великої Британії. На його місце було поставлено «Very, Very Hungry» (тривалість: 3:21), раніше випущений на бі-сайді 12" синглу «The Jezebel Spirit». Перше видання компакт-диску (1986) включало обидва треки, а «Very, Very Hungry» був бонус-треком. Пізніші видання (1990 і далі) слідували переглянутому порядку треків LP без «Qu'ran».

### Ghosts
Широко розповсюджений бутлег уривків вийшов у 1992 році на лейблі Klondyke Records KR 21. Якість звуку майже дорівнює оригінальному CD-релізу.
1. «Interview» – 3:03 (уривок з інтерв'ю Браяна 2 лютого 1980 року на KPFA-FM, де він обговорює запис альбому)
2. «Mea Culpa» – 4:56
3. «Into the Spirit Womb» [sic] (фактична назва треку — «Into the Spirit World») – 6:07 («The Jezebel Spirit» з оригінальним вокалом Кетрін Кульман, який її родичі відмовився ліцензувати)
4. «Regiment»  (Бірн, Іно, Джонс) – 4:13
5. «The Friends of Amos Tutuola» – 2:01 («Two Against Three» в офіційному перевиданні 2006 року)
6. «America Is Waiting»  (Бірн, Іно, Білл Ласвелл, Райт, Девід Ван Тігем) – 3:42
7. «The Carrier» – 4:22
8. «Very Very Hungry» – 3:25
9. «On the Way to Zagora» – 2:43 («Pitch to Voltage» в офіційному перевиданні 2006 року)
10. «Les Hommes Ne Le Sauront Jamais» – 3:33 («Number 8 Mix» в офіційному перевиданні 2006 року)
11. «A Secret Life» – 2:34
12. «Come with Us» – 2:42
13. «Mountain of Needles» – 2:31

За винятком зазначеного, треки — це той самий мікс, що й на попередньому релізі.

### Розширене видання 2006 року
Ремастирований, з бонусними треками. 2, 3, 7 і 8 довші, ніж на оригінальному альбомі.
1. «America Is Waiting»  (Бірн, Іно, Ласвелл, Райт, Ван Тігем) – 3:38
2. «Mea Culpa» – 4:57
3. «Regiment»  (Бірн, Іно, Джонс) – 4:11
4. «Help Me Somebody» – 4:17
5. «The Jezebel Spirit» – 4:56
6. «Very, Very Hungry» – 3:21
7. «Moonlight in Glory» – 4:30
8. «The Carrier» – 4:19
9. «A Secret Life» – 2:31
10. «Come with Us» – 2:42
11. «Mountain of Needles» – 2:39
12. «Pitch to Voltage» – 2:38
13. «Two Against Three» – 1:55
14. «Vocal Outtakes» – 0:36
15. «New Feet» – 2:26
16. «Defiant» – 3:41
17. «Number 8 Mix» – 3:30
18. «Solo Guitar with Tin Foil» – 3:00

- Відео-контент Enhanced CD: «Mea Culpa» (музичне відео Брюса Коннера)

## Персоналії
- Девід Бірн і Браян Іно – гітари, бас-гітари, синтезатории, барабани, перкусія, знайдені речі (Іно грає соло на синтезаторі на «Regiment»)[40]
- Джон Куксі – барабани на «Help Me Somebody» і «Qu'ran»
- Кріс Франц – барабани on «Regiment»
- Роберт Фріпп – frippertronics на «Regiment»[41]
- Майкл «Busta Cherry» Джонс – бас-гітара на «Regiment»
- Денніс Кілі – боран на «Mea Culpa»
- Білл Ласвелл – бас-гітара на «America Is Waiting»
- Мінґо Льюїс – бата, палички на «The Jezebel Spirit» і «The Carrier»
- Прейрі Прінс – кен, бас-барабан на «The Jezebel Spirit» і «The Carrier»
- Хосе Россі – конґи, гонг на «Moonlight in Glory»
- Стів Скейлз – конґи на «Help Me Somebody»
- Девід Ван Тігем – барабани, перкусія (металобрухт, знайдені речі) на «America Is Waiting» і «Regiment»
- Тім Райт – клік-бас на «America Is Waiting»
- Граки на «Help Me Somebody» люб'язно надані Ейпріл Поттс, записано у Еглінгем-Голлі

## Чарти
| Чарт (1981)                                          | Пікова позиція |
| ---------------------------------------------------- | -------------- |
| Australian Albums (Kent Music Report)                | 47             |
| Нова Зеландія New Zealand Albums (Recorded Music NZ) | 8              |
| Велика Британія UK Albums (OCC)                      | 29             |
| США Billboard 200                                    | 44             |

| Чарт (2006—2012)                           | Пікова позиція |
| ------------------------------------------ | -------------- |
| Бельгія Belgian Albums (Ultratop Flanders) | 62             |
| Італія Italian Albums (FIMI)               | 29             |